# 二酸化キセノン
二酸化キセノン（にさんかキセノン、英: xenon dioxide）は、化学式が XeO2 と表されるキセノンの酸化物である。2.00 mol/Lの硫酸中、0 °Cで四フッ化キセノンを加水分解することによって、2011年に初めて合成された。
これは、キセノンおよび酸素の配位数がそれぞれ4、2の鎖状あるいは網状構造をとる。キセノンは4つの配位子と2対の孤立電子対をもつ (AX4E2) ため、VSEPR理論と矛盾しない平面四角形である。